# ناصري (تشغابور)
ناصري (بالفارسية: ناصری) هي قرية تقع في إيران في قسم تشغابور الريفي. يقدر عدد سكانها بـ 177 نسمة بحسب إحصاء 2016.